# En parmiddag
En parmiddag er en dansk kortfilm fra 2015 instrueret af Anton Brandt Thykier.

## Handling
Isaks liv er gået i stå. For syv måneder siden var han ude for en ulykke og blev lam fra livet og ned. Han har stort set ikke set sin familie siden ulykken, og hans liv er i spåner. Da han og kæresten, Mette, bliver inviteret til en parmiddag i lillebroren, Johannes' nye lejlighed, støder han uventet ind i en gammel flamme: Johannes' nye kæreste, Freja. Isak har svært ved at kapere lillebrorens lykke og forvandler langsomt aftenen til et akavet helvede, hvor alle forsøger at opretholde den lykkelige overflade for enhver pris.

## Medvirkende
- Anne Reumert
- Kenneth M. Christensen
- Jan Brandi
- Anna Berentina